# Русановка (остановочный пункт)
Руса́новка — пассажирский остановочный пункт Киевского железнодорожного узла Юго-Западной железной дороги.
Возник с появлением одноимённого жилого массива.
Находится на Северном полукольце между станциями Киев-Днепровский и Дарница. Участок линии возник в 1929 году, был электрифицирован в 1960-х годах.
Остановочный пункт имеет выходы на улицы Вифлеемскую и Плеханова. Рядом пролегает путепровод над проспектом Соборности. Попасть на Русановку можно перейдя через близлежащий автомобильный мост. Примыкающая местность хорошо известна существованием «собачьего» кладбища.
В 2011 году, после запуска городской электрички, остановочный пункт был закрыт для проведения работ по установке турникетов. Повторное введение в эксплуатацию планировалось к 2013 году вместе с запуском третьей очереди городской электрички. Однако, тогда оно не состоялось, и платформа находилась в заброшенном состоянии.
9 марта 2022 года Укрзализныця объявила о ремонте и открытии остановочного пункта для городской электрички. 19 апреля 2022 года платформа вновь открылась для киевской городской электрички.